# Brachydontium notorogenes
Brachydontium notorogenes là một loài rêu trong họ Seligeriaceae. Loài này được W.R. Buck & A. Schäfer-Verwimp mô tả khoa học đầu tiên năm 1992.